# Ismaïl ibn Àhmad
Abu-Ibrahim Ismaïl ibn Àhmad as-Samaní (àrab: أبو إبراهيم إسماعيل بن أحمد الساماني, Abū Ibrāhīm Ismāʿīl b. Aḥmad as-Sāmānī), més conegut com a Ismaïl ibn Àhmad o Ismaïl I, així com pels sobrenoms al-Amir al-Madí i al-Amir al-Àdil (849-907) fou emir samànida de Ma Warà an-Nahr o Transoxiana (891-907).
El 875 el califa al-Mútamid va concedir oficialment el govern de Transoxiana a Nasr I ibn Àhmad, fill de l'antic governant de Transoxiana Àhmad I ibn Àssad, amb Samarcanda com a capital, govern que ja exercia des de feia uns deu anys. Nasr va enviar al seu germà Ismail ben Ahmad a Bukharà vers el 875, per sufocar una revolta o invasió d'un exèrcit rebel procedent de Coràsmia dirigits per al-Hussayn ibn Tàhir at-Taí, i quan va dominar la situació va esdevenir governador. El 885 Ismaïl es va revoltar contra el seu germà Nasr que per dues vegades va enviar exèrcits per tal de controlar Bukharà i Fergana sense aconseguir-ho tot i la ferocitat de la lluita. Ismaïl I va respectar la possessió vitalícia del seu germà de Samarcanda però quan aquest va morir el 892 Ismaïl va prendre el poder també a Samarcanda (892-907), però la nova capital de l'emirat de Mawara al-Nahr (Transoxiana) fou Bukharà (capitalitat que va esdevenir definitiva). El nou sobirà va obtenir el reconeixement del califa abbàssida i va començar l'emissió regular de dirhams i de dinars.
El 893 va fer una expedició a les estepes turques contra el campament del gran kan karluk a Taraz i va fer un gran botí d'esclaus i bestiar; la principal església de Talas va esdevenir mesquita. La dinastia local d'Ushrusana a la vall del Sirdarià, es va haver de sotmetre a la seva autoritat.
Com que els safàrides reclamaven la successió dels tahírides del Khorasan a Transoxiana, calia esperar un intent d'Amr ibn al-Layth per establir el seu domini a la zona. El 898 la pressió safàrida sobre el califa abbàssida va fer que aquest dictés un decret pel qual Ismaïl era destituït del govern de Transoxiana; aquest govern, amb Balkh, era concedit a Abu-Hafs Amr ibn al-Layth que governava Khurasan des del 879 (i del 873 al 879 ho va governar el seu germà Abu-Yússuf Yaqub I ibn al-Layth as-Saffar) excepte un temps a Nixapur (on del 875 al 882 va governar Abu-Xujà Àhmad ibn Abd-Al·lah, en nom del tahírida al-Hussayn al-Tahirí fins al 876).
Amr es va dirigir al seu nou territori i va convidar a Ismaïl, als farighúnides de Guzgan i al dawúdides del Tukharistan, a jurar-li lleialtat. Ismaïl pel contrari li va fer front i es van lliurar diverses batalles al sud de l'Oxus fins que el 900 Amr fou derrotat i fet presoner a la batalla de Balkh. Encara que nominalment Ismaïl era un rebel, el califa va estar de fet satisfet de desfer-se d'Amr. Des del 900 els samànides van governar a Khurasan i Transoxiana i van conservar les dues províncies tot el segle x no tardant a obtenir el reconeixement del califa.
També es va ocupar vers el 900 el Gurgan (en poder dels alides del Tabaristan), regió de la que el seu fill i després successor, Àhmad II ibn Ismaïl, fou nomenat governador i van seguir cap al Tabaristan (conquerit el 900-901) on Xarwin II ibn Rustam, el fill del darrer ispahbad bawàndida que havia estat expulsat pels alides, fou restaurat en els seus dominis.
El 902 els samànides van conquerir el nord de Pèrsia amb Rayy i Qazwin, i Abu-Sàlih Mansur, fill d'Ishaq ibn Àhmad (germà d'Ismaïl), fou nomenat governador de Rayy. El 903 Xarwin II va ajudar al samànida Abu-l-Abbàs Abd-Al·lah ibn Muhàmmad quan aquest va rebutjar l'atac de l'alida Nàssir al-Útruix (‘el Sord’) a Amol.
El 904 Ismaïl va rebutjar una invasió turca que venia de les estepes. Va morir el 907 i el va succeir el seu fill Àhmad II ibn Ismaïl.